# 中華人民共和国の要人輸送機
中華人民共和国の要人輸送機（ちゅうかじんみんきょうわこくのようじんゆそうき）では、中華人民共和国で政府要人などの輸送に使用される航空機について説明する。

## 中華人民共和国専用機
中華人民共和国専用機（中国語: 中华人民共和国专机）は、アメリカ合衆国のエアフォースワンや日本国政府専用機に相当する要人専用機である。2012年に定められた中央八項規定により、中国共産党中央委員会総書記および国務院総理のみがこの専用機を利用できる。
2001年、当時の中国共産党総書記（最高指導者）であった江沢民のためにアメリカ合衆国から購入したボーイング767に多数の盗聴器が取り付けられていた事件（江沢民専用機事件）が発生したため、中国共産党の内部では「重要事項を外国産飛行機で決めるのは危険である」との意見が生じた。また、「指導者が倹約を提唱」しているとの理由もあり、中国の指導者には特定の専用機が長らく用意されていなかった。そのため、外遊の予定が発生すると中国民用航空総局経由で中国国際航空へ手配が行われ、1ヶ月ほど掛けて安全検査や改装を実施していた。改装では「国家指導者と代表団の搭乗、仕事、会談にふさわしいスタイル」のために、一般の座席が撤去されて、応接室、執務室、寝室などが臨時に設置されていた。外遊からの帰国後、特別機は再び元の民間機に改装され、通常の運航に復帰していた。この際、基本的には中国国際航空のボーイング747-400のうち、特定の機材（機体記号:B-2443、B-2445、B-2447、B-2472）が用いられており、2018年時点でB-2472は習近平総書記、B-2447は李克強総理の専用機であると指摘されていた。
しかし、習近平体制における権力集中に伴い、外遊中の習に指示を仰ぐ緊急案件が増加したことで、専用機を導入する声が再び高まった。そのため、ドイツで要人輸送機仕様に改装されたボーイング747-8型機（機体記号：B-2479）が2016年頃から専用機として用いられている。なお、ボーイング747-8型機導入以降も、依然としてボーイング747-400型機が要人輸送に用いられることもある。
- ボーイング747-8（機体記号：B-2479）
- ボーイング747-8（機体記号：B-2482、予備機）
- 従来利用されていたボーイング747-400（機体記号：B-2472）
- 従来利用されていたボーイング747-400（機体記号：B-2447）

| 機種              | 製造番号   | 機体記号 | hexコード | 運用期間              | 備考                                                                                                  | 出典              |
| ----------------- | ---------- | -------- | --------- | --------------------- | --- | ----------------- |
| ボーイング747-400 | 25881/957  | B-2443   | 78000E    | 1993年2月 - 2015年1月 | 退役・解体済み                                                                                        | [ 6 ]             |
| ボーイング747-400 | 25882/1021 | B-2445   | 78000F    | 1994年2月 -           | | [ 7 ]             |
| ボーイング747-400 | 30158/1243 | B-2447   | 780010    | 1995年2月 -           | 李克強の専用機であると2018年に報じられた。2018年米朝首脳会談の際、金正恩の移動に使用された。          | [ 8 ] [ 9 ] [ 4 ] |
| ボーイング747-400 | 30158/1243 | B-2472   | 7BC006    | 2000年5月 -           | 習近平の専用機であると2018年に報じられた。                                                            | [ 10 ] [ 4 ]      |
| ボーイング747-8   | 41193/1510 | B-2479   | 780D29    | 2014年12月 -          | 「中国版エアフォースワン」とも称される。2015年5月からVIP仕様への改修が開始され、2016年9月に完了した。 | [ 11 ] [ 2 ]      |
| ボーイング747-8   | 44933/1517 | B-2482   | 780D2A    | 2015年5月 -           | 2022年8月を最後に定期便から外れて専用機の予備機として就航している。                                   | [ 12 ] [ 13 ]     |

## その他の要人輸送機
北京西郊空港に拠点を置く第34輸送機師団第100航空連隊が国内用の要人輸送機を運航している。かつて、中国人民解放軍傘下の航空会社であった中国聯合航空に所属していた機体も存在するほか、2023年現在でも同社が運航を担っているとされる機体が存在する。
2機のボーイング737-300型機は2003年に災害救援指揮機の名目で空中コマンドポスト機に改修された。
- ボーイング737-300（B-4008）
- ボーイング737-300（B-4019）
- ボーイング737-700（B-4026）
- ボンバルディア チャレンジャー800（B-4011）
- ボンバルディア チャレンジャー870（B-4060）

| 機種                             | 製造番号   | 機体記号 | hexコード | 運用期間     | 備考                                                                                           | 出典                 |
| -------------------------------- | ---------- | -------- | --------- | ------------ | ---------------------------------------------------------------------------------------------- | -------------------- |
| エアバス A319-115                | 5023       | B-4090   | 7BC7B7    | 2013年9月 -  | 元中国聯合航空機。第34輸送機師団（第100航空連隊）所属。                                        | [ 15 ] [ 16 ]        |
| エアバス A319-115                | 5088       | B-4091   | 79819F    | 2014年8月 -  | 元中国聯合航空機。第34輸送機師団（第100航空連隊）所属。                                        | [ 17 ] [ 16 ]        |
| エアバス A319-115                | 5907       | B-4092   | 7B0B31    | 2015年1月 -  | 元中国聯合航空機。第34輸送機師団（第100航空連隊）所属。                                        | [ 18 ] [ 16 ]        |
| ボーイング737-300                | 23839/1507 | B-4008   | 不明      | 1988年1月 -  | 第34輸送機師団（第100航空連隊）所属。                                                          | [ 19 ] [ 16 ]        |
| ボーイング737-300                | 23840/1516 | B-4009   | 不明      | 1988年6月 -  | 第34輸送機師団（第100航空連隊）所属。                                                          | [ 20 ] [ 16 ]        |
| ボーイング737-300                | 25502/2310 | B-4018   | 79C7D0    | 1992年6月 -  | 第34輸送機師団（第100航空連隊）所属。                                                          | [ 21 ] [ 16 ] [ 22 ] |
| ボーイング737-300                | 25503/2313 | B-4019   | 不明      | 1992年6月 -  | 第34輸送機師団（第100航空連隊）所属。                                                          | [ 23 ] [ 16 ]        |
| ボーイング737-300                | 28081/2746 | B-4020   | 7BB038    | 1995年9月 -  | 第34輸送機師団（第100航空連隊）所属。                                                          | [ 24 ] [ 16 ] [ 25 ] |
| ボーイング737-300                | 28082/2747 | B-4021   | 7BB037    | 1995年9月 -  | 第34輸送機師団（第100航空連隊）所属。                                                          | [ 26 ] [ 16 ] [ 27 ] |
| ボーイング737-700                | 33470/1334 | B-4025   | 7BB0E2    | 2003年9月 -  | 第34輸送機師団（第100航空連隊）所属。2022年に死去した江沢民の遺体の輸送に使用された。          | [ 28 ] [ 16 ] [ 29 ] |
| ボーイング737-300                | 24701/1957 | B-4052   | 不明      | 2000年4月 -  | 第34輸送機師団（第102航空連隊、北京大興国際空港）所属。空中コマンドポスト機                    | [ 30 ] [ 16 ]        |
| ボーイング737-300                | 24702/1994 | B-4053   | 不明      | 2000年4月 -  | 第34輸送機師団（第102航空連隊、北京大興国際空港）所属。空中コマンドポスト機                    | [ 31 ] [ 16 ]        |
| ボーイング737-700                | 33472/1343 | B-4026   | 7BB0E1    | 2003年9月 -  | 第34輸送機師団（第100航空連隊）所属。                                                          | [ 32 ] [ 16 ] [ 33 ] |
| ボーイング737-800                | 36774/2944 | B-4080   | 78059D    | 2010年4月 -  | 第34輸送機師団（第100航空連隊）所属。                                                          | [ 34 ] [ 16 ] [ 35 ] |
| ボーイング737-800                | 36774/2944 | B-4081   | 78059E    | 2010年4月 -  | 第34輸送機師団（第100航空連隊）所属。                                                          | [ 36 ] [ 16 ] [ 37 ] |
| ボーイング737-800                | 40018/4251 | B-4082   | 78C84D    | 2012年12月 - | 第34輸送機師団（第100航空連隊）所属。元中国国際航空機（B-5695）。                              | [ 38 ] [ 16 ] [ 39 ] |
| ボーイング737-800                | 40037/4262 | B-4083   | 78CCAF    | 2012年12月 - | 第34輸送機師団（第100航空連隊）所属。元中国国際航空機（B-5457）。                              | [ 40 ] [ 16 ] [ 41 ] |
| ボーイング737-800                | 63083/7377 | B-4085   | 7A4279    | 2020年1月 -  | 中国聯合航空機として引き渡し後、人民解放軍に移籍。B-290Aとして登録されているという情報もある。 | [ 42 ]               |
| ボンバルディア チャレンジャー800 | 7138       | B-4005   | 78042A    | 1997年9月 -  | 第34輸送機師団（第100航空連隊）所属。                                                          | [ 43 ] [ 16 ]        |
| ボンバルディア チャレンジャー800 | 7149       | B-4006   | 780445    | 1997年11月 - | 第34輸送機師団（第100航空連隊）所属。                                                          | [ 44 ] [ 16 ]        |
| ボンバルディア チャレンジャー800 | 7180       | B-4007   | 780448    | 1998年2月 -  | 第34輸送機師団（第100航空連隊）所属。                                                          | [ 45 ] [ 16 ]        |
| ボンバルディア チャレンジャー800 | 7189       | B-4010   | 780485    | 1998年5月 -  | 第34輸送機師団（第100航空連隊）所属。                                                          | [ 46 ] [ 16 ]        |
| ボンバルディア チャレンジャー800 | 7193       | B-4011   | 78048D    | 1998年6月 -  | 第34輸送機師団（第100航空連隊）所属。                                                          | [ 47 ] [ 16 ]        |
| ボンバルディア チャレンジャー870 | 10164      | B-4060   | 7803CE    | 2005年1月 -  | 第34輸送機師団（第100航空連隊）所属。                                                          | [ 48 ] [ 16 ]        |
| ボンバルディア チャレンジャー870 | 10183      | B-4061   | 780074    | 2005年4月 -  | 中国聯合航空による運航。第34輸送機師団（第100航空連隊）所属。                                  | [ 49 ] [ 16 ]        |
| ボンバルディア チャレンジャー870 | 10187      | B-4062   | 780075    | 2005年5月 -  | 中国聯合航空による運航。第34輸送機師団（第100航空連隊）所属。                                  | [ 50 ] [ 16 ]        |
| ボンバルディア チャレンジャー870 | 10204      | B-4063   | 7800C9    | 2005年5月 -  | 中国聯合航空による運航。第34輸送機師団（第100航空連隊）所属。                                  | [ 51 ] [ 52 ] [ 16 ] |
| ボンバルディア チャレンジャー870 | 10206      | B-4064   | 7800CA    | 2005年8月 -  | 中国聯合航空による運航。第34輸送機師団（第100航空連隊）所属。                                  | [ 53 ] [ 16 ]        |
| ボンバルディア チャレンジャー870 | 10336      | B-4065   | 7B0949    | 2014年5月 -  | China Oceanによる運航。第34輸送機師団（第100航空連隊）所属。                                   | [ 54 ] [ 16 ]        |
| ボンバルディア チャレンジャー870 | 10337      | B-4066   | 7B0A1B    | 2014年6月 -  | China Oceanによる運航。第34輸送機師団（第100航空連隊）所属。                                   | [ 55 ] [ 16 ]        |
| ボンバルディア チャレンジャー870 | 10339      | B-4067   | 7B0EAB    | 2014年9月 -  | China Oceanによる運航。第34輸送機師団（第100航空連隊）所属。                                   | [ 56 ] [ 16 ]        |
| ボンバルディア チャレンジャー870 | 10341      | B-4068   | 7B0FCD    | 2014年12月 - | China Oceanによる運航。第34輸送機師団（第100航空連隊）所属。                                   | [ 57 ] [ 16 ]        |
| ボンバルディア チャレンジャー870 | 10342      | B-4069   | 7B7026    | 2015年2月 -  | China Oceanによる運航。第34輸送機師団（第100航空連隊）所属。                                   | [ 58 ]               |

## 回転翼機
北京郊外の沙河鎮空軍基地を拠点に、AS332が約6機、同機の改良型であるEC225が3機運用されている。